# Estrella con envoltura
En astronomía, se denomina estrella con envoltura (shell star en inglés) a una estrella caliente de la secuencia principal, generalmente de clase espectral B, A, o F, cuyo espectro muestra líneas de emisión que supuestamente son debidas a un anillo o envoltura gaseosa que rodea la estrella. Las estrellas variables de este tipo, en donde la expulsión de la envoltura provoca una pérdida temporal de brillo, reciben el nombre de variables Gamma Cassiopeiae.
Ejemplos de estrellas con envoltura son δ Centauri, η Centauri, α Arae, ψ1 Orionis, 17 Sextantis y 48 Librae; en esta última las observaciones indican una envoltura en expansión.
π2 Pegasi es un raro ejemplo de estrella con envoltura de tipo espectral F.
Tsih (γ Cassiopeiae), prototipo de las variables que llevan su nombre, también es una estrella de este tipo.